# Liste der Bodendenkmäler in Kamen
Die Liste der Bodendenkmäler in Kamen führt die Bodendenkmäler der Stadt Kamen auf (Stand: Januar 2021).

## Bodendenkmäler
| Bild | Bezeichnung                          | Lage                   | Beschreibung | Bauzeit | Eingetragen seit | Denkmal- nummer |
| ---- | ------------------------------------ | ---------------------- | ------------ | ------- | ---------------- | --------------- |
|      | Frühgeschichtlicher Siedlungsbereich | Seseke-Körne-Winkel    |              |         | 07.03.1985       | 1               |
|      | Frühgeschichtlicher Siedlungsbereich | Heeren-Werve Turmacker |              |         | 23.07.1999       | 2               |